# ロリポップチェーンソー
『ロリポップチェーンソー』（LOLLIPOP CHAINSAW）は、角川ゲームスより2012年6月14日に発売されたゲームソフト。ジャンルはホラーアクションゲーム。対応プラットフォームはXbox 360・PlayStation 3。角川ゲームスとグラスホッパー・マニファクチュアによる共同開発。
2012年6月には、全世界60ヶ国以上もの国、地域で世界同時発売を行った。2014年3月に、全世界累計販売本数が100万本を突破したことが発表されている。
2022年5月より、プロデューサーの安田善巳が独立起業したDragami Gamesが角川ゲームスから本作に関する権利を引き継いでいる。
2024年9月26日には、リメイク版『ロリポップチェーンソー RePOP』（ロリポップチェーンソー リポップ）が発売された（後述）。
スタッフロールには須田がクリエイティブディレクターと記載されているが、後年の安田のコメントでは「須田は当時別の企画で忙しく、安田がディレクター兼プロデューサーとしてグラスホッパー・マニファクチュアと角川ゲームスの共同開発チームを監督し、須田はエグゼクティブディレクター（英語コメントではエグゼクティブプロデューサー）としてゲームデザインや制作物の監修で開発プロジェクトを支えていた」としている。
2025年1月のインタビューでも、開発責任者は安田であり、ディレクターとして開発プロジェクト全体を指揮していたことを明かしている。
2025年7月24日、Dragami Gamesと台湾のゲームメーカー・NADA HOLDINGS CORP.の協業による本作シリーズの完全新作タイトルの開発および同タイトルのアニメ化が発表された。

## 作品概要
ホラーアクションという触れ込みだがゾンビ災害という惨事に反してシリアスさはほとんど無く、残酷描写とギャグ・ブラックジョークを織り交ぜたコメディ調の内容となっている。同時発売された数量限定版のPREMIUM EDITIONはCERO Zに指定されており、PS3版とXbox 360版で異なるパッケージデザインを採用。
海外版はゴア表現や激しい流血描写を含むが、日本版は流血がキラキラと光り輝く演出に変わっていたりなどとマイルドな表現になっている。PREMIUM EDITIONはCERO Zに指定されており、表現方法を通常版と同じ「KIRAKIRA VER.」と海外版と同じ「ZAKUZAKU VER.」から選択できる。同梱されているコードを入力してジュリエットの声やボスキャラクターの声を変更でき、PS3版・Xbox 360版各専用コスチュームも解禁できるようになる。また日本語・英語の音声切替もできる。

## ストーリー
舞台はアメリカ西海岸。地域最大級のマンモス高校「サン・ロメロ・ハイスクール」に通うジュリエットはチアリーディングをこよなく愛する模範的な生徒であった。しかし彼女は古より死霊を天国に導くゾンビハンターの家系であるスターリング家の人間であり、彼女もまた学生生活の傍ら、ゾンビを始めとするモンスター退治の裏稼業に勤しんでいた。
ジュリエットの18歳の誕生日。ボーイフレンドのニックとの待ち合わせをしていたジュリエットは学校に向けて自転車を走らせるが、彼女の前にゾンビと化した生徒の群れが立ち塞がる。愛用のチェーンソーを手に、ゾンビの犇めく学校へと乗り込んでいくジュリエットだが、油断した隙に背後からゾンビに迫られる。その彼女を庇ったのはニックであった。ゾンビに腕を噛まれ、ジュリエットに愛を告げて死を覚悟するニックだったが、ジュリエットは苦肉の策で魔法を用い、ニックを首だけの状態で蘇生する。
生首になってしまったニックを伴い、ジュエリットは師匠のモリカワを探して学校を駆ける。やがてモリカワと合流したジュリエットだったが、そこに現れたゾンビ騒動の首謀者であるスワンが腐界から「闇の呼び声」という5人の強力なゾンビを召喚し、その1体であるゼッドとの戦いでモリカワを喪ってしまう。ジュリエットはニックと共にゾンビを倒しながら学校を進み、姉のコーディリアや妹のロザリンドと協力しつつ闇の呼び声と戦っていく。やがてロザリンドが敵に捕らわれるも、ジュリエットの父であるギデオンの助力によって救出に成功する。
一家はスワンを止めるべく、ゾンビの群れを蹴散らして学校の聖堂を目指す。最後の闇の呼び声であるルイスを倒すものの、全ては闇の呼び声の死と引き換えに腐界の帝王キラビリーを召喚するというスワンの策略であった。スワンは自らの首を刎ね、いよいよキラビリーが降臨する。その巨体を相手に流石に手も足も出ないかと思われた時、天界からモリカワが電話を寄越して来る。彼のアドバイスによって何とか攻撃を避けつつキラビリーに接近するジュリエットだったが顔に迫ったところでチェーンソーを落としてしまい、レーザーに晒される。その瞬間、ギデオンがバイクで駆け付けて庇い、爆発に消えていった。ジュリエットは打ち拉がれるも、ニックの叱責で立ち上がり、父の開けた穴からキラビリーの体内に乗り込む。そこにはスワンの胴体があった。キラビリーを倒すにはニックをその胴体に取り付けて制御を奪い、巨体を構成するゾンビを切り離して自己崩壊させる必要があった。その暁にはニックは死ぬ。ジュリエットは拒絶するがニックの意志を汲み、互いに愛を告げてスワンの胴体にニックの頭を取り付けた。
ニックの犠牲によってキラビリーは倒されるが、その功績を讃えられたニックは大いなる意思によって身体を得て蘇る。しかし慌ただしさからの手違いにより、ニックの首の下はモリカワの胴体だった。何にせよ無事を喜ぶジュリエットとニックの前に、実は生きていたギデオンがコーディリアとロザリンドと共に現れる。一家とニックはジュリエットの誕生日を祝うべく、スターリング家への帰路に就くのだった。
グッドエンド
スターリング家では母・エリザベスがジュリエットのバースデーケーキを作って待っていた。そしてニックは、ずっと渡そうとしていたジュリエットへのプレゼントを差し出す。
バッドエンド
我が家に帰った一家だったが、エリザベスはゾンビと化していた。愛する家族を食材とするべくエリザベスは襲い掛かり、ジュリエットの悲鳴が響き渡る。

## 登場人物

### 主人公と関係者
ジュリエット・スターリング
声 - 日笠陽子（PS3版デフォルト音声）、喜多村英梨（Xbox 360版デフォルト音声）、田村ゆかり（RePOP追加音声）、タラ・ストロング（英語）

本作の主人公。サン・ロメロハイスクールに通う18歳の高校生。ゾンビ退治を専門とするゾンビハンターファミリーの次女であるが、周囲に引かれる事を恐れ内緒にしていた。得意武器はチェーンソー。生後6ヶ月で初めてゾンビを倒したという生粋のゾンビハンターで、吸血鬼、狼男、ミイラ男などとも戦った経験がある。惨事の中にいても陽気な態度を崩さないが、良くも悪くも常識離れし過ぎてニックに引かれることも。GPAは3.4と成績優秀。好きな食べ物はイチゴ味のロリポップ。趣味はチアリーディング、カラオケ、ゾンビを真っ二つに斬ること。筋肉質に加えてロリポップの食べ過ぎで体重が増えたのが悩み。
ニック・カーライル
声 - 鈴村健一（日本語）、マイケル・ローゼンバウム（英語）
ジュリエットのボーイフレンド。18歳。秀でた所が特にない冴えない青年だが、優しく勇敢な性格のためジュリエットとは相思相愛の関係にある。物語序盤でジュリエットを庇いゾンビに噛まれてしまうものの、ジュリエットの機転で完全にゾンビ化する前に首を落とされたため脳まではゾンビにならずに済み、ジュリエットが施した魔法により首だけの状態で蘇生され、生首のままジュリエットの戦いに同行する。あまりに破天荒なジュリエットを始めとするスターリング家の面々に振り回され、身動きすらままならない自身にも次第に辟易していき、自暴自棄な態度を取るようになる。しかし良くも悪くも彼を見捨てないジュリエットによって、最後まで強引に連れ回される。
ステージ中は首のないゾンビの肉体を乗っ取る「ニックゾンビ」や、生首を武器にした各種「ニックチケット」消費アクションでジュリエットをサポートする。ニックチケットがある状態でジュリエットが力尽きると助けてくれる場合がある。
好きな食べ物はカリフォルニアロール。趣味はバドミントン、ベースギター、自慰。
ジュンジ・モリカワ
声 - 島田敏（日本語）、ブルース・ロック（英語）
ジュリエットの師匠である日系二世のゾンビハンターマスター。下川流空手の使い手であり、寿司職人でもある。77歳。とぼけた性格で、変態気質である。好きな食べ物はウニで、趣味は女性の下着収集である。スワンとの戦闘で重傷を負い、最後はジュリエットに誕生日プレゼントを手渡して死亡、昇天した。しかし最終決戦では「安らかに眠っていられない」と、天国から助言を送る。戦いの後はジュリエットに「セクスィ～なパンティ」を穿かせて側転の練習をさせるように頼んでニックを現世に送り返した。
コーディリア・スターリング
声 - 浅野まゆみ（日本語）、リンダ・カーデリーニ（英語）
ゾンビハンターファミリーの長女で、しっかり者の凄腕スナイパー。20歳。常に冷静沈着で、男勝りな性格だが、妹であるジュリエットの誕生日を忘れずにパラシュートを付けて誕生日プレゼントを渡そうとするなど、妹想いな一面もある。好きなライフルはL115A3で、嫌いな物はタコである。また、痺れる事は銃、クエサディラ、敵の銃傷。冷めることは映画館の中での会話、青色、海に棲む怪物である。
ロザリンド・スターリング
声 - 伊瀬茉莉也（日本語）、キンバリー・ブルックス（英語）
ゾンビハンターファミリーの三女で、パンキッシュな衣装を纏った、天真爛漫なトラブルメーカーの見習いゾンビハンター。16歳。スターリング家の中でも特に弾けた性格で、危機的状況すら大笑いしながら楽しむなど狂気すら感じさせるほど。好きな武器は「破壊的なもの」であり、作中ではレッキングボールに搭乗し暴走していた。得意技は車を暴走させることで、好きな物は骨である。また、趣味はスクラップブックを作る事と歩行者を危険な目にあわせる事と雪男の骸骨を集める事である。夢はジャスティン・ビーバーに会って頭蓋骨を貰うこと。
ギデオン・スターリング
声 - 中田譲治（日本語）、グレッグ・ヘンリー（英語）
ジュリエットの父親で、豪快な性格をしたゾンビハンターファミリーの家長。44歳。娘を溺愛しており、ニックとジュリエットの交際には反対している。武器は己の拳。好きな食べ物はピーナッツバターとピクルスのサンドイッチ。
エリザベス・スターリング
声 - 井上喜久子（日本語）、ヴァネッサ・マーシャル（英語）
ジュリエットの母親。普通（？）の主婦。44歳。お嬢様育ちの世間知らずであり、夫や娘がゾンビハンターをやっていることを全然わかっていない。非常にマイペースで状況の深刻さにも全く気付いておらず、ストーリー中にはジュリエットに何度も電話を掛けてくる。ロックンロールが若い頃から大好きで、ギデオンとは「魅惑の野生動物パーティ」というダンスパーティで出会った。

### 敵勢力
ゾンビ
本作の主な敵キャラクター。腐界の瘴気に汚染された人間であり、生きた人間を襲う。こうなってしまったら助ける術は無い。噛まれた人間もゾンビ化する。本作のゾンビは知能があり、人語も話せるものの暴力性と食欲に支配されているので説得は不可能。
作中ではサン・ロメロハイスクールの生徒がゾンビ化したものを基本として、他にも火を噴いて攻撃するレスキュー隊ゾンビや拳銃を使う警官ゾンビ、突進で攻撃するアメフト部ソンビ、脚が斬られても逆立ちの要領で差し支えなく行動するチアリーダーゾンビなど様々な種類が存在する。特に中年や老人のゾンビは耐久力が高かったり動きが俊敏だったりと強敵が多い。
スワン
声 - 岡本信彦（日本語）、ショーン・ガン（英語）
事件の元凶で、ゴスのいじめられっ子。18歳。偶然手に入れた古文書をいじめを受けたことによる復讐心から使用し、「闇の呼び声」を呼び出してしまう。好きな食べ物はタブレット型ラムネで、趣味は動物虐待と携帯ゲームである。
最終的に「闇の呼び声」の全滅を見届けた後マシンガンで自殺し、キラビリーを召喚してしまう。
ゼッド
声 - 浅沼晋太郎 / スネオヘアー（日本語）、ジミー・ユーリーン（英語）
「闇の呼び声」の一人で、赤いモヒカンが特徴のハードコアパンクロッカー。影響を受けた人物はミスフィッツとブラックフラッグ。小動物の虐待が趣味。スタンドマイクで殴ったり、声を物質化させてぶつけてくる。
ビッケ
声 - 小杉十郎太 / ジェームス小野田（日本語）、マイケル・ルーカー（英語）
「闇の呼び声」の一人で、熊の毛皮の外套を纏ったヴァイキング・メタルドラマー。影響を受けた人物はバソリー、エンスレイヴド。武器は斧と合体したドラムスティックである。外套の「ユーミル」はゾンビ熊として別個の意思を持つペットでもある。
体が上下真っ二つにされても、首だけになってもそれぞれが動いて戦闘を続行する。
マリスカ
声 - 渡辺明乃（日本語）、ショウニー・スミス（英語）
「闇の呼び声」の一人で、紅一点のサイケデリックロッカー。影響を受けた人物はジェファーソン・エアプレイン、オルダス・ハクスリー。武器は「アシッド・オブ・フォレスト」という、5弦のカンテレと6弦のシタールをダブルネックにしたような弦楽器。幻覚を操り、体を切り裂かれるとそれぞれが復元して分身していく。
ジョーズィー
声 - 飯島肇 / ROLLY（日本語）、デイブ・フェノイ（英語）
「闇の呼び声」の一人で、オートチューンで声色を変えたPファンクロッカー。影響を受けた人物はパーラメントファンカデリック、リック・ジェームス。武器はショルキーヴォコーダーで、UFOを操る。
ボスのなかで形態数は少なく、小型のＵＦＯに乗り、ドット調のデザインの爆弾を投下するなどの攻撃を行う第1形態と、それ自体がステージとなる巨大なUFOを操る第2形態がある。
ルイス・レジェンド
声 - 東地宏樹 / KONTA（日本語）、リック・D・ワッサーマン（英語）
「闇の呼び声」の一人で、グリースでリーゼントを固めたロックンローラー。影響を受けた人物はチャック・ベリー、エディー・コクラン。武器はマシンガンが取り付けられたギター。乗り回しているバイクをロボットに変形させて戦う。
キラビリー
声 - 岡本信彦（日本語）、フレッド・タタショア（英語）
本作のラストボス。腐界に君臨する帝王であり、地上世界の負の感情が堆積・腐敗して生じたとされる。エルヴィス・プレスリーが肥満化してゾンビ化したような外見であり、とてつもない巨体を誇る。「闇の呼び声」は死に際にキラビリーを召喚する呪文を詠唱する性質があり、彼らの死と特定の契約によって地上世界に現出する。遠方からでも自動車を投げたりビームを放つなどで攻撃してくる。接近するとジュリエットを掴んでゾンビを吐きつけたり爪で弾こうとする。最後の戦いでは腕を叩きつけたり舌で嘗め回す直接攻撃の他、ゾンビを次々とばら撒く。

## システム
基本システム
ゲームはプロローグを含む7つのステージに分かれており、各ステージ内は分岐がない一本道となっている。
道中では襲い掛かるゾンビをチェンソー（縦斬り・横斬り）とチアアタック（近接格闘）、アクロバット（馬跳びなどによる回避）などを組み合わせて倒していく。基本的には各場所ごとに全てのゾンビを倒さなければ次のエリアに進めない。
ライフはロリポップキャンディーであらわされており、全て無くなるとゲームオーバーとなる。体力の回復はエリア内に落ちてあるロリポップキャンディを手に入れるとキープされ、ステージ内であれば1つ使用することでいつでも回復できる（ただし、難易度に応じて所有できる最大数が変わる）。ゲームオーバーになった場合はチェックポイントからやり直し。
QTE
ステージ内では随時QTE（クイックタイムイベント）として、表示されたボタンを瞬時に押すことで、敵を倒したり攻撃を回避できる。また、トラップやボス戦などでは失敗で即ゲームオーバーとなるシチュエーションもある。『RePOP』ではオプションからオート操作に設定可能になっている。
ミニゲーム
ステージ内では時折通常の操作を応用したミニゲーム形式のイベントエリアがある。ただし、このイベントエリアではクリアが必須となっており、ライフ切れはもちろんノルマを失敗しても即ゲームオーバーとなってしまう。
スパークルハンティング
一度に3体以上のゾンビを倒すことで「スパークルハンティング」となり、ボーナスのゾンビコインとプラチナコインを獲得できる。獲得できる量は一度に倒した数や、倒した敵の強さに応じて増加する。
ショップ
道中には数か所オンラインショップ「Chop2Shop.Zom」の端末があり、ゾンビを倒すことで手に入るゾンビコインを使ってロリポップなどの消耗品やパワーアップアイテム、新しいコンボ技を購入できる。また、プラチナコインではジュリエットのコスチュームやコンセプトアートなど、ゲーム本編に関わらないコレクションアイテムを購入できる。
クラスメイトの救出
ステージ中には助けを求めるクラスメイトがいる。殺される前に周囲のゾンビを全滅させると救出成功となり、お礼としてゾンビコインが貰える。救出状況はエンディングに影響し、全員救出するとグッドエンド、1人でも死なせてクリアするとバッドエンドとなる。本作は完全オートセーブでセーブデータも一つしか作れないため、全員救出してしまうと「1人でも死なせた状態」には出来なくなる（再プレイで死なせても救出状況は変わらない）が、その代わり再度ラストボスを倒すとどちらのエンディングを見るか選択可能なので、後からでもバッドエンドを見られる。
チェーンヒットハンティング
『RePOP』の追加システム。敵に攻撃が当たるとヒット数がカウントされ、一定のヒット数に達するとチェーンLvが上昇し、攻撃速度が速くなっていく。チェーンLvは5まで上昇し、チェーン終了時にはスコアボーナスが表示されて評価内容に応じたメダルを獲得する。

## コラボレート衣装の実装
ノーマルコスチューム以外に『魔乳秘剣帖』、『デッドマン・ワンダーランド』、『学園黙示録 HIGHSCHOOL OF THE DEAD』、『これはゾンビですか?』とコラボレートした衣装を実装している。対象のゾンビを倒し、入手できるメダルを集めてそれと引き換えにコスチュームが手に入る。
各主要ヒロイン1名から用意された衣装だが、『学園黙示録 HIGHSCHOOL OF THE DEAD』に限っては2名のキャラクターからなる。

## 評価
日本ではレビュアーから概ね好評を得た。ファミ通クロスレビューではレビュアー全員が9点の36点（満40点）のプラチナ殿堂入りとなり、電撃PlayStationでは4人のレビュアーがそれぞれ75点、90点、90点、80点の評価を付け、平均は100点満点中83.75点となった。一方、Metacriticの集計では67/100、Xbox360版は70/100であり、欧米では「賛否両論、あるいは平均的」の評価だった。

## トリビア
- 最終ステージの特定のシーンで主人公　ジュリエットの声が数分変わるバグがある。（日本版のみ。例えば、日笠の声でプレイしていると、そのシーンで数分、喜多村の声で喋る）
- 本作はスクリレックスの「Rock'N'Roll(Will Take You To The Mountain)」など、洋楽ナンバーをふんだんに使用しているということもあり、権利の関係で2017年からダウンロード版の販売が停止していた[32]。
- オリジナル版のイメージガールは北米がジェシカ・ニグリ（英語版）、そして日本版を川本まゆが担当している。更にリメイク版『RePOP』に至っては、海外コスプレイヤーのピーチミルキーとマーティーサイファーのそれぞれ2人が任命された[33]。
- 須田が関わったゲームのキャラクターが多数出演する『Travis Strikes Again: No More Heroes』に「ジュリエット・チェスターフィールド」というキャラクターが登場する。本作のジュリエットとは設定、容姿、性格も異なるが作中で「血の匂いがする」と評されており、登場シナリオも本作を想起させる「魔界鎖鋸（Hell's Chainsaw）」という題名になっている。

## リメイク
『ロリポップチェーンソー RePOP』（LOLLIPOP CHAINSAW RePOP）は2024年9月26日に発売されたリメイク版。対応機種はPlayStation 5、Xbox Series X/S、Nintendo Switch、PC（Steam）。2024年12月2日には日本を含むアジア地域にてPlayStation 4、Xbox Oneでも発売。こちらは安田善巳が創設したDragami Gamesおよびオリジナルスタッフ（一部）による開発であり、グラスホッパー・マニファクチュアも脚本家のジェームズ・ガンも関わっていない。
基本的な内容は原作のままだが、解像度とフレームレートの向上やロード時間の短縮、カメラや入力のレスポンスの改善の改善、移動や攻撃の速度の上昇、細かい操作性の改善、QTEや連射・ロックオンのオート化（従来通りのマニュアル操作も可能）など、全体的に遊びやすい調整が施されている。やり込み要素としてクリア後にリアルタイムアタックが解禁される。
PREMIUM EDITION同様にモードと担当声優の切り替えが可能。日本国外においてもモードが選べるようになったことで、「KIRAKIRA VER.」は「RePOPモード」、「ZAKUZAKU VER.」は「ORIGINALモード」と名称が変わっている。また、ジュリエットには田村ゆかりの音声も追加されている。同じく英語音声も選択可能。
洋楽ナンバーを使用していたBGMは福廣秀一朗や中村隆之によるオリジナル曲中心の編成に差し替えられている。コスチュームに関してもKADOKAWAに版権がある作品はオミットされてしまったものの、代わりにDragami Gamesが権利を引き継いだゲーム（『LoveR』など）に関するコスチュームが追加されている。
RePOPは、原作を新しく作るのではなく「遊びたいユーザーに気軽に遊んでもらえる環境を整備すること」や「版権曲の著作権切れにより2017年より販売中止になっていたカルトゲーム、ロリポップチェーンソーを現代のアクションゲームとして復活させること」を目的としており、ストーリーやCGのテイストも変えていない。本来であれば「リメイク」ではなく「リマスター」となる内容だが、大きな魅力の一つであった版権曲の数々を前述の理由により完全新規のオリジナル曲へと変更したため、「限りなくリマスターに近いリメイク」として開発されてきた。また、センサーシップによる修正のない完全再現作品を望むファンの期待に応え、オリジナル版のゴア表現やセクシー表現は忠実に収録している。しかし、各レーティング機構やプラットフォーマーからの修正指示やクレームは無かったという。
2025年春には、開発当初に企画していた「ジュリエットが最強のゾンビと繰り広げるハイスピードバトル」というコンセプトのリメイクモード「Nightmare Mode」が大型アップデートとして実装された。

## 関連商品
ビジュアルブック
- ロリポップチェーンソー Go☆Fight☆Win!! ~ビジュアル&ゲームナビ~（2012年6月28日発売、エンターブレイン）

コミック
- ロリポップチェーンソー（作画：ハル、2013年2月15日発売、エンターブレイン）ファミ通及びファミ通コミッククリア連載

パチスロ
- パチスロ ロリポップチェーンソー（2016年、藤商事）